# Aschheim
Aschheim es un municipio de Múnich, en el estado de Baviera, al sur de Alemania. 
Forma parte de la Alta Baviera, una de las  siete regiones administrativas (Regierungsbezirke) en que se divide Baviera, que a su vez abarcan 71 distritos y 25 ciudades independientes.
- Datos: Q503747
- Multimedia: Aschheim / Q503747

1. ↑  Worldpostalcodes.org, código postal n.º 85609.